# Houston Comets
Die Houston Comets waren ein US-amerikanisches Basketballfranchise der Women’s National Basketball Association aus Houston, Texas. Sie spielten von 1997 bis 2008 in der WNBA. Die Teamfarben waren rot und blau.
In ihrer letzten Saison in der WNBA trugen die Comets ihre Heimspiele in der Reliant Arena aus und waren eine von acht Mannschaften die an der ersten Saison der WNBA teilnahmen. Die Comets konnten in den ersten vier Saisons jedes Mal die Meisterschaft gewinnen, was sie zu einer der erfolgreichsten Mannschaften in der Geschichte der WNBA machte. Bis zur Saison 2017 waren die Comets mit ihren vier Titeln weiterhin alleiniger WNBA-Rekordmeister.

## Geschichte

### Vier Meisterschaften in vier Saisons (1997–2001)
Die Houston Comets waren eines von acht Teams, die an der ersten Saison der WNBA teilnahmen. In der ersten Saison 1997 konnten die Comets die reguläre Saison mit 18 Siegen in 28 Spielen als beste Mannschaft der Liga beenden. Diese starke Leistung setzten die Comets in den Playoffs fort, wo sie schließlich im Finale gegen die New York Liberty ihre erste WNBA Meisterschaft gewinnen konnten, was sie ebenfalls zum ersten Meister in der Geschichte der WNBA machte. Doch nicht nur der Meistertitel ging nach Houston auch der größte Teil der Auszeichnungen. Cynthia Cooper wurde zum Finals MVP und zum MVP der Saison gewählt. Des Weiteren wurde Van Chancellor zum Coach of the Year ernannt. In der Saison 1998 nahm die WNBA zwei neue Teams auf, da beide Mannschaften in die Eastern Conference platziert wurden, musste eine Mannschaft aus dem Osten in die Western Conference verlegt werden. Da die Comets das nächstgelegene Team zu der Western Conference war, waren die Comets ab dieser Saison ein Teil der Western Conference. Die Comets ließen sich von dieser Veränderung nicht beeinflussen und konnten in der regulären Saison 27 von 30 Spielen gewinnen. Damit gewannen sie 90 % ihrer Spiele, eine Marke an die bis jetzt keine andere Mannschaft überbieten konnte. Die Comets schafften wie in der Saison zuvor wieder den Sprung in die Finals, wo sie dieses Mal auf die Phoenix Mercury trafen. Während in der Saison 1997 ein einzelnes Spiel in den Playoffs über Ausscheiden und Weiterkommen entschied, wurde in dieser Saison in den Playoffs erstmals nach dem Best-of-Three-System gespielt. Nachdem die Mercury das erste Spiel in Phoenix gewinnen konnte, gewannen die Comets die restlichen beiden Heimspiele und konnten somit ein weiteres Mal die WNBA-Meisterschaft gewinnen. Cooper wurde auch in dieser Saison mit dem Finals MVP und dem MVP der Saison ausgezeichnet. Auch Chancellor wurde zum bereits zweiten Mal zum Coach of the Year gewählt. Ab der Saison 1999 waren die Comets auch als die Big Three alias Cynthia Cooper, Sheryl Swoopes und Tina Thompson bekannt. In dieser Saison änderte sich nicht viel zu den vorherigen. Die Comets beendeten die reguläre Saison wieder als das beste Team und auch wenn sie in den Playoffs immer über die volle Distanz an Spielen gehen mussten, war der Gewinn des dritten Titels in Folge nie in Gefahr. Die Comets widmeten diese Meisterschaft Kim Perrot, die in diesem Jahr an den Folgen von Lungenkrebs starb. Wie in den beiden Saisons zuvor wurde Cooper zum Finals MVP und Chancellor zum Coach of the Yeahr ernannt. Zu Ehren von Perrot wurde in der Saison 2000 der Sportsmanship Award in Kim Perrot Sportsmanship Award umbenannt. In dieser Saison konnten die Comets zum ersten Mal die reguläre Saison nicht als das beste Team der gesamten Liga beenden. Die Los Angeles Sparks konnten mit 28 Siegen ein Spiel mehr gewinnen als die Comets. Doch in den Playoffs konnten nicht einmal die Sparks sich den Comets in den Weg stellen, die jedes Spiel für sich entscheiden konnten und somit ihren vierten Titel in Folge gewannen. Auch am Ende dieser Saison gingen einige Auszeichnungen an Spielerinnen von den Comets. Cooper konnten zum vierten Mal in Folge den Finals MVP Award entgegennehmen und Swoopes wurde zum MVP der Saison und zum Defensive Player of the Year gewählt. Nach dem Gewinn der vierten Meisterschaft gab Cooper ihren Rücktritt vom Profi-Sport bekannt.

### Zeit nach Cooper und Auflösung (2002–2008)
Ohne Cooper konnten die Comets in der Saison 2001 ihren Titel nicht verteidigen und schieden bereits in den Western Conference Semifinals aus. Auch in der Saison 2002 war der Traum vom fünften Titel bereits nach den Western Conference Semifinals zu Ende, was auch vor allem daran lag, dass Swoopes auf Grund einer Verletzung fast das ganze Jahr aussetzen musste. In der Saison 2003 schieden die Comets wie bereits in den beiden Saisons zuvor in den Western Conference Semifinals aus. In der Saison 2004 erreichten die Comets einen neuen Tiefpunktverpassten, als sie zum ersten Mal in ihrer Geschichte die Playoffs verpassten. In der Saison 2005 schafften sie wieder den Sprung in die Playoffs, wo sie in den Western Conference Semifinals die amtierenden Champions Seattle Storm bezwangen, jedoch mussten sich die Comets in den Western Conference Finals den späteren Meister den Sacramento Monarchs klar in zwei Spielen geschlagen geben. Nachdem die Comets in der Saison 2006 wieder in den Playoffs gegen die Monarchs ausschieden, verkaufte der bisherige Besitzer Leslie Alexander das Franchise an Hilton Koch. Im Januar 2007 trat Chancellor als Cheftrainer der Comets zurück. Karleen Thompson wurde danach zum neuen Cheftrainer und auch General Manager der Comets ernannt. Am 12. Dezember gab Koch bekannt, dass die Comets ab der Saison 2008 nicht mehr im Toyota Center, sondern in der Reliant Arena spielen werden. In der regulären Saison konnten die Comets genau die Hälfte ihrer Spiele gewinnen, jedoch reichte dieses Ergebnis knapp nicht um die Playoffs zu erreichen. Am 2. Dezember 2008 verkündete die WNBA-Präsidentin Donna Orender, dass die vergangene Saison die letzte von den Comets in der WNBA war. Obwohl einige Investoren daran interessiert waren, das Franchise zu übernehmen entschied man sich dafür den Klub aufzulösen, da ein Besitzerwechsel bis zum Beginn der Saison 2009 nicht rechtzeitig abgeschlossen gewesen wäre. Am 8. Dezember 2008 fand für die Spielerinnen der Comets ein Dispersal Draft statt.

## Erfolge und Ehrungen

### Sportliche Erfolge
Die Comets konnten in den Saisons 1997, 1998, 1999 und 2000 insgesamt viermal die WNBA-Meisterschaft gewinnen, damit sind sie zusammen mit den Seattle Storm und den Minnesota Lynx mit ebenfalls je vier Titeln die erfolgreichste Mannschaft in der Geschichte der WNBA. Außerdem sind die Comets das einzige WNBA-Team das sowohl in der Eastern als auch in der Western Conference die beste Bilanz in der regulären Saison erzielen konnte.

### WNBA-Trophäen und Auszeichnungen
Aufgrund der Teamerfolge konnten auch viele individuelle Auszeichnungen durch die Comets gewonnen werden.
| Saison | Spielerin      |
| ------ | -------------- |
| 1997   | Cynthia Cooper |
| 1998   | Cynthia Cooper |
| 2000   | Sheryl Swoopes |
| 2002   | Sheryl Swoopes |
| 2005   | Sheryl Swoopes |

| Saison | Spielerin      |
| ------ | -------------- |
| 1997   | Cynthia Cooper |
| 1998   | Cynthia Cooper |
| 1999   | Cynthia Cooper |
| 2000   | Cynthia Cooper |

| Saison | Spielerin      |
| ------ | -------------- |
| 2005   | Sheryl Swoopes |

| Saison | Spielerin      |
| ------ | -------------- |
| 1997   | Van Chancellor |
| 1998   | Van Chancellor |
| 1999   | Van Chancellor |

| Saison | Spielerin   |
| ------ | ----------- |
| 2006   | Dawn Staley |

| Saison | Spielerin      |
| ------ | -------------- |
| 2000   | Sheryl Swoopes |
| 2002   | Sheryl Swoopes |
| 2003   | Sheryl Swoopes |

| Saison | Spielerin     |
| ------ | ------------- |
| 2001   | Janeth Arcain |
| 2003   | Michelle Snow |

### Saison für Saison
Abkürzungen: Sp. = Spiele, S = Siege, N = Niederlagen
| Saison | Sp. | S   | N   | Siege in % | Platz                  | Playoffs |
| 1997   | 28  | 18  | 10  | 64,3       | 1., Eastern Conference | Sieg in den WNBA Semifinals, 1:0 (Charlotte Sting) WNBA-Meister, 1:0 (New York Liberty)                                                                   |
| 1998   | 30  | 27  | 3   | 90,0       | 1., Western Conference | Sieg in den WNBA Semifinals, 2:0 (Charlotte Sting) WNBA-Meister, 2:1 (Phoenix Mercury)                                                                    |
| 1999   | 32  | 26  | 6   | 81,3       | 1., Western Conference | Sieg in den Conference Finals, 2:1 (Los Angeles Sparks) WNBA-Meister, 2:1 (New York Liberty)                                                              |
| 2000   | 32  | 27  | 5   | 84,4       | 2., Western Conference | Sieg in den Conference Semifinals, 2:0 (Sacramento Monarchs) Sieg in den Conference Finals, 2:0 (Los Angeles Sparks) WNBA-Meister, 2:0 (New York Liberty) |
| 2001   | 32  | 19  | 13  | 59,4       | 4., Western Conference | Niederlage in den Conference Semifinals, 0:2 (Los Angeles Sparks)                                                                                         |
| 2002   | 32  | 24  | 8   | 75,0       | 2., Western Conference | Niederlage in den Conference Semifinals, 1:2 (Utah Starzz)                                                                                                |
| 2003   | 34  | 20  | 14  | 58,8       | 2., Western Conference | Niederlage in den Conference Semifinals, 1:2 (Sacramento Monarchs)                                                                                        |
| 2004   | 34  | 13  | 21  | 38,2       | 6., Western Conference | nicht qualifiziert |
| 2005   | 34  | 19  | 15  | 55,9       | 3., Western Conference | Sieg in den Conference Semifinals, 2:1 (Seattle Storm) Niederlage in den Conference Finals, 0:2 (Sacramento Monarchs)                                     |
| 2006   | 34  | 18  | 16  | 52,9       | 3., Western Conference | Niederlage in den Conference Semifinals, 0:2 (Sacramento Monarchs)                                                                                        |
| 2007   | 34  | 13  | 21  | 38,2       | 5., Western Conference | nicht qualifiziert |
| 2008   | 34  | 17  | 17  | 50,0       | 5., Western Conference | nicht qualifiziert |
| Gesamt | 390 | 241 | 149 | 61,8       |                        | 9 Playoff-Teilnahmen in 12 Saisons 15 Serien: 10 Siege, 5 Niederlagen 34 Spiele: 20 Siege, 14 Niederlagen (58,8 %)                                        |

## Trainer
| Name             | Saison        | Reguläre Saison | Reguläre Saison | Reguläre Saison | Playoffs | Playoffs | Playoffs |
| Name             | Saison        | GC              | W               | L               | GC       | W        | L        |
| Van Chancellor   | 1997 bis 2006 | 322             | 211             | 111             | 34       | 20       | 14       |
| Karleen Thompson | 2007 bis 2008 | 68              | 30              | 38              | –        | –        | –        |

Die Comets hatten in den elf Saisons in der WNBA nur zwei Cheftrainer. Die größten Erfolge feierten die Comets unter Van Chancellor mit dem die Comets viermal in Folge die Meisterschaft gewannen. Chancellor wurde 1997, 1998 und 1999 zum WNBA Coach of the Year gewählt. Als die Comets an Hilton Koch verkauft wurden, trat Chancellor als Cheftrainer zurück. Seinen Posten übernahm Karleen Thompson die zuvor Assistenztrainer der Comets war. Thompson konnten in den zwei Saisons als Cheftrainerin mit den Comets nie die Playoffs erreichen.

## Spielerinnen

### Gesperrte Trikotnummern
Die Trikotnummern folgender Spielerinnen wurden von den Comets gesperrt:
| Gesperrte Trikotnummern |                |          |                 |
| Spielerinnen            |                |          |                 |
| #                       | Name           | Position | Zeitraum        |
| 10                      | Kim Perrot     | Guard    | 1997–1998       |
| 14                      | Cynthia Cooper | Guard    | 1997–2000, 2003 |

### WNBA-Meistermannschaften
(Teilnahme an mindestens einem Playoff-Spiel)
| WNBA Meister 1997 | Guards: Cynthia Cooper (Finals MVP), Kim Perrot, Tiffany Woosley Forwards: Janeth Arcain, Wanda Guyton, Yolanda Moore, Sheryl Swoopes, Tina Thompson, Forward-Center: Tammy Jackson Cheftrainer: Van Chancellor                                      |
| WNBA Meister 1998 | Guards: Cynthia Cooper (Finals MVP), Kim Perrot Forwards: Janeth Arcain, Tammy Jackson, Yolanda Moore, Sheryl Swoopes, Tina Thompson Center: Monica Lamb Cheftrainer: Van Chancellor                                                                 |
| WNBA Meister 1999 | Guards: Cynthia Cooper (Finals MVP), Sonja Henning, Jennifer Rizzotti Forwards: Janeth Arcain, Tammy Jackson, Mila Nikolich, Sheryl Swoopes, Tina Thompson, Amaya Valdemoro Center: Polina Tzekova, Kara Wolters Cheftrainer: Van Chancellor         |
| WNBA Meister 2000 | Guards: Cynthia Cooper (Finals MVP), Jennifer Rizzotti, Coquese Washington Forwards: Janeth Arcain, Tammy Jackson, Sheryl Swoopes, Tina Thompson, Amaya Valdemoro Forwards/Guards: Kelley Gibson Center: Tiffani Johnson Cheftrainer: Van Chancellor |

### Erstrunden-Wahlrechte beim WNBA Draft
| Name               | Jahr | Draft-Position |
| ------------------ | ---- | -------------- |
| Tina Thompson      | 1997 | 1.             |
| Polina Tzekova     | 1998 | 10.            |
| Natalia Zasulskaya | 1999 | 12.            |
| Elena Shakirova    | 2000 | 16.            |
| Amanda Lassiter    | 2001 | 15.            |

| Name           | Jahr | Draft-Position |
| -------------- | ---- | -------------- |
| Michelle Snow  | 2002 | 10.            |
| Allison Curtin | 2003 | 10.            |
| Sancho Lyttle  | 2005 | 5.             |
| Ashley Shields | 2007 | 8.             |
| Matee Ajavon   | 2008 | 5.             |

In den zwölf Jahren des Bestehens hatte der Klub nur zehn Draftrechte in der ersten Runde des WNBA Drafts. Das Franchise hatte mit Ausnahme der Jahre 2004 und 2006 jeweils einen Draft-Pick in der ersten Runde.
Vor der ersten WNBA-Saison hatte das Franchise das Glück als erstes Team eine Spielerin an der ersten Position auswählen zu dürfen. Mit Tina Thompson konnte das Team aus Houston einen weiteren Baustein zur sehr erfolgreichen Mannschaft hinzufügen. Aufgrund der Teamerfolge hatten die Comets in den weiteren Saisons keine Top-Draft-Picks mehr. Maximal konnte eine Spielerin an fünfter Position ausgewählt werden. Dies ist auch der Hauptgrund, wieso keine der Spielerinnen der Comets die Auszeichnung als bester Neuling des Jahres erhielt.